# Władysław Lech Terlecki

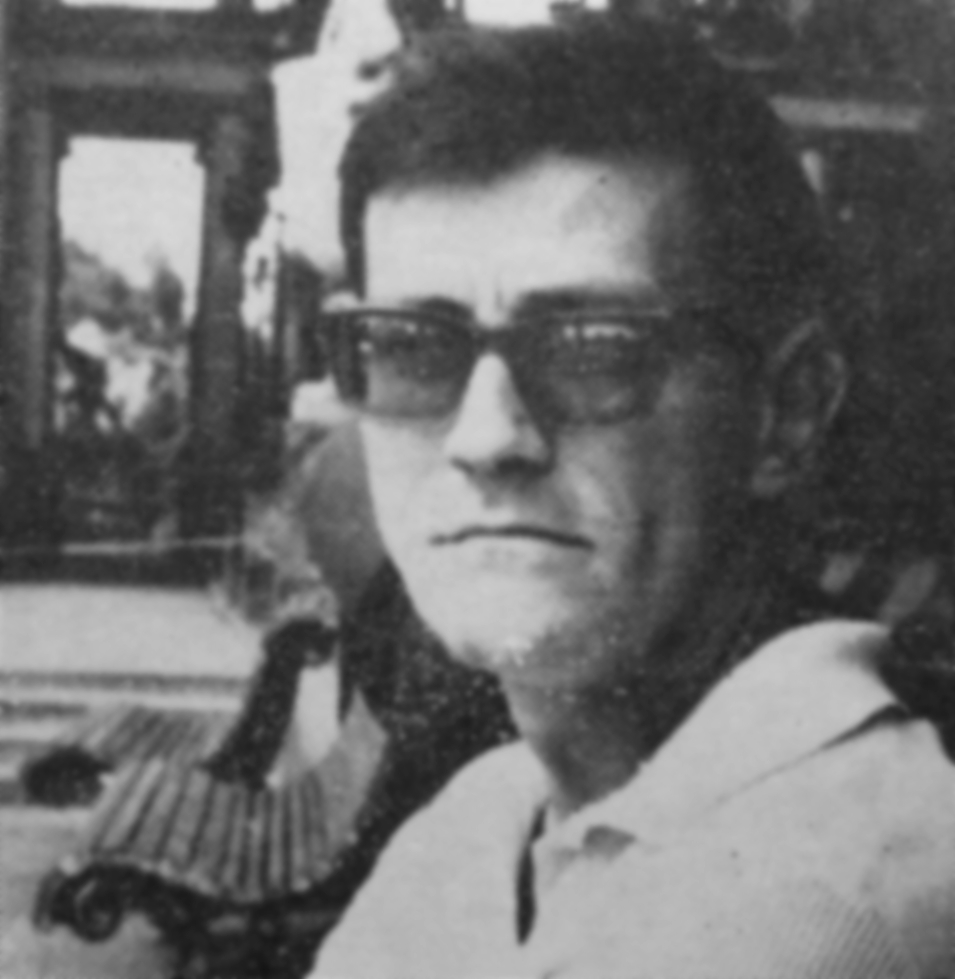
Porträt von vor 1972

Władysław Terlecki (* 1933 in Częstochowa, Zweite Polnische Republik; † 1999 in Warschau, Dritte Polnische Republik) war ein polnischer Schriftsteller, Prosaist, Dramaturg und Drehbuch- und Hörspielautor der Zeit der Volksrepublik Polen. In seinen historischen Romanen hat er sich öfters der Thematik des Januaraufstandes gewidmet.

## Leben
Terlecki wuchs in  seinem Geburtsort auf. Er studierte Polonistik an der Universität Breslau. Sein literarisches Debüt feierte er 1953 in der Zeitschrift Dziś i Jutro. 1959 begann er ein Philosophiestudium an der Warschauer Universität. Danach arbeitete er mit der Zeitschrift Współczesności und dem Radiosender Polskie Radio zusammen. Er knüpfte einen engen Kontakt zur Schriftstellerin Maria Dąbrowska, deren Testamentsvollstrecker er wurde. Seit den 1970er Jahren war er auch beim Radio Freies Europa. 1972 wurde ihm der Kościelski-Preis verliehen. Er war Mitglied im Verein der Polnischen Schriftsteller und im Verein der Mitarbeiter des Radios Freies Europa. Er ließ sich auf dem Land bei Pruszków nieder. Seine Erzählungen wurden unter anderem von Edward Żebrowski, Antoni Krauze, und Wojciech Has verfilmt. Zu seinen bekanntesten Werken gehört Die zwei Köpfe des Adlers. Er wurde auf dem Powązki-Friedhof beigesetzt.